# Tranås (commune)
La commune de Tranås est une commune suédoise du comté de Jönköping. 18 416 personnes y vivent. Son siège se trouve à Tranås.

## Localités principales
- Gripenberg (294 hab.)
- Tranås (14 037 hab.)